# كولبس ملك
الكولبس الملك (الاسم العلمي: Colobus polykomos) هو نوع من الحيوانات يتبع جنس الكولبس من فصيلة سعادين العالم القديم.